# 爪哇曆
爪哇曆，是爪哇族的曆法。它與其他兩個日曆，公曆和伊斯蘭教歷同時使用。公曆是印度尼西亞共和國和民間社會的官方日曆，穆斯林和印度尼西亞政府則用伊斯蘭教曆決定與宗教信仰相關的伊斯蘭假期。
爪哇曆法主要由爪哇島的三個民族：爪哇族，馬都拉族和巽他族使用。它主要是一種文化標誌，目前的爪哇曆法系統由馬塔蘭的蘇丹阿貢在1633年開始使用，之前爪哇族使用印度曆法或塞人曆。阿貢保留了塞人曆計數方式但使用伊斯蘭曆法的農曆年度測量系統。
與許多以七天為一周的曆法不同，它最大特點是以5天為一周。